# Franciszek Tim
Franciszek Tim (* 4. September 1924 im Deutschen Reich als Adolf Thiem; † 9. September 1986) war ein polnischer Fußballspieler aus Oberschlesien. Der gebürtige Adolf Thiem aus einer oberschlesisch-deutschen Familie stammend, lief nach dem Zweiten Weltkrieg als polnischer Staatsbürger und mit polonisierten Namen, Franciszek Tim, einmal für die polnische Nationalmannschaft auf.

## Karriere
Franciszek Tim, der vermutlich im Oberschlesischen Revier zur Welt kam, spielte in seiner Vereinskarriere für Ruch Chorzów aus Königshütte (polnisch: Królewska Huta bzw. Chorzów). Im Mai 1952 absolvierte Tim für die polnische Nationalmannschaft ein Länderspiel gegen Bulgarien. Bei der 0:1-Heimniederlage durch das Tor von Dimitar Milanow im Stadion Wojska Polskiego von Warschau wurde er in der Halbzeitpause gegen Teodor Wieczorek ausgewechselt.